# Šarban
Sharban en albanais et Šarban en serbe latin (en serbe cyrillique : Шарбан) est une localité du Kosovo située dans la commune/municipalité de Pristina, district de Pristina (Kosovo) ou district de Kosovo (Serbie). Selon le recensement kosovar de 2011, elle compte 317 habitants, dont 316 Albanais.

## Histoire
Sur le territoire du village se trouvent les vestiges d'une forteresse médiévale ; elle est proposée pour une inscription sur la liste des monuments culturels du Kosovo.

## Démographie

### Évolution historique de la population dans la localité
| 1948 | 1953 | 1961 | 1971 | 1981 | 1991 | 2011 |
| ---- | ---- | ---- | ---- | ---- | ---- | ---- |
| 497  | 573  | 629  | 715  | 886  | 893  | 317  |

|  |